# Carex basiantha
Carex basiantha är en halvgräsart som beskrevs av Ernst Gottlieb von Steudel. Carex basiantha ingår i släktet starrar, och familjen halvgräs. Inga underarter finns listade i Catalogue of Life.